# Cantón de Treignac
El cantón de Treignac era una división administrativa francesa, que estaba situada en el departamento de Corrèze y la región de Limusín.

## Composición
El cantón estaba formado por doce comunas:
- Affieux
- Chamberet
- Lacelle
- L'Église-aux-Bois
- Le Lonzac
- Madranges
- Peyrissac
- Rilhac-Treignac
- Saint-Hilaire-les-Courbes
- Soudaine-Lavinadière
- Treignac
- Veix

## Supresión del cantón de Treignac
En aplicación del Decreto n.º 2014-228 de 24 de febrero de 2014, el cantón de Treignac fue suprimido el 22 de marzo de 2015 y sus 12 comunas pasaron a formar parte del nuevo cantón de Seilhac-Monédières.